# Schuur Fire
Schuur Fire — студийный альбом американской певицы и пианистки Дайан Шуур, записанный при участии группы Caribbean Jazz Project и выпущенный в 2005 году на лейбле Concord Records.

## Отзывы критиков
| Оценки критиков                   | Оценки критиков |
| Источник                          | Оценка          |
| --------------------------------- | --------------- |
| AllMusic                          | [ 1 ]           |
| The Encyclopedia of Popular Music | [ 2 ]           |

Мэтт Коллар из AllMusic отметил, что, продемонстрировав в прошлом умение переосмысливать как поп, так и джазовые мелодии, Дайан Шуур вновь преуспела в создании необычного сочетания композиций в альбоме Schuur Fire, в котором её вокал прекрасно сочетается с превосходным латиноамериканским джазовым ансамблем. В журнале Billboard заявили, что хотя концепция латинизации Шуур может показаться подозрительной, в целом эксперимент удался.

## Список композиций
1. «Lover, Come Back to Me» (Оскар Хаммерстайн II, Зигмунд Ромберг) — 4:50
2. «Don’t Let Me Be Lonely Tonight» (Джеймс Тейлор) — 4:05
3. «So in Love» (Коул Портер) — 6:29
4. «Look Around» (Алан Бергман, Мэрилин Бергман, Сержио Мендес) — 3:40
5. «I Can’t Stop Loving You» (Дон Гибсон) — 3:32
6. «As» (Стиви Уандер) — 4:26
7. «More Than You Know» (Эдвард Элиску, Билли Роуз, Винсент Юманс) — 4:10
8. «Ordinary World» (Ник Роудс, Уоррен Куккурулло, Саймон Ле Бон, Джон Тейлор) — 4:13
9. «Poinciana» (Бадди Берньер, Нэт Саймон) — 4:14
10. «Close Enough for Love» (Джонни Мэндел, Пол Уильямс) — 3:54
11. «Confession» (Иван Линс, Бренда Расселл) — 4:21
12. «Yellow Days» (Алан Бернстайн, Альваро Каррилло) — 4:03

## Участники записи
- Бас-гитара — Оскар Стагнаро
- Ведущий вокал, бэк-вокал — Дайан Шуур
- Вибрафон, маримба, аранжировка — Дэйв Сэмюэлс
- Гитара — Оскар Кастро-Невес
- Запись вокала, монтаж, сведение — Ютака
- Запись, сведение — Джефф Джиллетт
- Мастеринг — Берни Грундман
- Продюсер, сведение — Оскар Кастро-Невес
- Труба, флюгельгорн — Диего Уркола
- Ударные — Марк Уокер
- Фортепиано — Дарио Эскенази
- При участии Caribbean Jazz Project

## Чарты
| Чарт (2005)                     | Высшая позиция |
| ------------------------------- | -------------- |
| США (Billboard Top Jazz Albums) | 41             |